# خیار شرط
هر گاه در معامله شرط شود که یکی از متعاملین یا هر دو یا شخص ثالثی حق فسخ معامله را در مدت معین داشته باشد، این معامله خیاری و حق فسخی که در آن پیشبینی شده است خیار شرط نامیده می‌شود.
اگر ابتدای مدت خیار ذکر نشده باشد، ابتدای آن از تاریخ عقد محسوب است و الا تابع قرارداد متعاملین است.
اگر برای خیار شرط مدت تعیین نشده باشد، هم شرط خیار و هم بیع باطل است.